# Mary Lester (série télévisée)
Mary Lester est une série télévisée française en un pilote de 90 minutes et six épisodes de 52 minutes diffusée à partir du 12 mars 2000au 9 avril 2000 sur France 3. C'est une adaptation des romans de Jean Failler

## Synopsis
Les enquêtes du lieutenant Mary Lester

## Distribution
- Sophie de La Rochefoucauld : Mary Lester

## Épisodes
1. Marée blanche (pilote de 90 minutes) (1998)
2. Maéna (2000)
3. Fortune de mer (2000)
4. Meurtre en retour (2000)
5. Meurtre en Atlantique (2000)
6. Le Retour de Molly (2000)
7. La Cité des dogues (2000) (Bien que le titre soit le même que celui d'un roman, l'intrigue de cet épisode n'a rien à voir avec celle du livre)